# Học Lạc
Học Lạc (1842–1915) tên thật là Nguyễn Văn Lạc, biệt hiệu Sầm Giang; là nhà thơ Việt Nam thời Pháp thuộc.

## Tiểu sử
Học Lạc là người làng Mỹ Chánh, thuộc tỉnh Mỹ Tho (nay là tỉnh Đồng Tháp hay Tiền Giang cũ). Xuất thân là con nhà nghèo, nhưng nhờ học giỏi nên ông được tuyển thẳng vào ngạch học sinh (ngạch do triều đình nhà Nguyễn đặt ra, được cấp lương và được học tại trường của nhà nước địa phương). Do đó, người ta gọi ông là "học sinh Lạc", dần dần bỏ mất chữ "sinh", còn lại hai chữ "Học Lạc" .
Tuy học giỏi, nhưng ông thi mãi không đậu. Sau khi, triều đình Huế ký Hòa ước Nhâm Tuất 1862 nhường 3 tỉnh miền Đông Nam Kỳ cho Pháp, thì Học Lạc không còn thiết tha đến việc thi cử nữa. Ông rời bỏ làng Mỹ Chánh, dời nhà về chợ Thuộc Nhiêu (Mỹ Tho) chọn nghề dạy học và bốc thuốc mưu sinh cho đến hết đời (1915), thọ 73 tuổi.
Theo báo Mai số 58 ngày 24 tháng 4 năm 1937, Học Lạc mất vào năm Ất Mão (1915). Còn ngày sinh của Học Lạc, nếu bài ca trù dưới đây đúng là của ông thì ông sinh vào năm Nhâm Dần (1842), niên hiệu Thiệu Trị thứ hai. Trích 4 câu đầu:
Năm Kỷ Sửu tuổi vừa bốn tám,
Lấy gương soi ngẫm lại luống cười thầm.
Tóc tơ đã nhuốm điểm hoa râm,
Nhỏ rồi lớn, lớn rồi già, già trối kệ...
Hiện nay tên của ông được đặt làm tên đường ở nhiều nơi. Riêng ở Sài Gòn có hai con đường mang tên ông: đó là đường Học Lạc ở quận 5 và con đường được viết tên thật của ông là đường Nguyễn Văn Lạc ở quận Bình Thạnh.

## Nhận xét
Trong khuynh hướng thi văn, nhiều nhà nghiên cứu văn học xếp Học Lạc vào các nhà thơ có khuynh hướng trào phúng và châm biếm như Chu Mạnh Trinh, Trần Tế Xương, Nguyễn Khuyến...Thơ Học Lạc hiện chỉ còn trên mười bài, đa phần là thơ quốc âm luật Đường vần trắc. Trích một số nhận xét viết về ông & tác phẩm của ông:
- GS. Dương Quảng Hàm:

Nguyễn Văn Lạc là một học giỏi nhưng không hiển đạt, lại có tính cứng cỏi, ngạo đời, không chịu phục tòng những kẻ quyền thế, bởi thế ông thường làm thơ để châm chích bọn ấy...
- Nhà thơ Nguyễn Liên Phong:

Ngài (tức là Học Lạc) uyên súc lắm, chuyên trị nghề y dược, cứu bệnh người ta lành mạnh đặng nhiều. Ngài hình trạng nhỏ thó, nước da trắng, thấp người, không râu, tiếng nói rang rảng như chuông. Nghề bói diệc cũng là sở trường...Thú cầm kỳ thi họa, ngài đều biết đủ; luận theo sức văn học tài bộ thì xấp xỉ với ông Đồ Chiểu và ông Cử Trị...Ngài, sau tị nạn binh lửa dời lên ở chợ Thuộc nhiêu, cất ba căn nhà lá dạy học chữ Nho, chuyên y đạo, tế nhân độ thế rất nhiều, tánh lại khí khái, trọng nghĩa sơ tài. Tôi gặp Ngài tại chợ Thuộc Nhiêu, giao du với nhau lấy làm tương đắc...Ngài thương tôi như em, bất kỳ là bài thuốc chí hay, Ngài đều chỉ bảo cho tôi cả. Ngài, hơi thi quốc âm tao nhã lắm.
- Nhà nghiên cứu Phan Văn Thiết:

Ông [Học Lạc] có tài làm thơ Nôm, xuất khẩu thành thi. Ông là bạn học với Thủ Khoa Huân, Thủ Khoa Nghĩa, Thủ Khoa Thâm, Tấn sĩ Đạo, Tấn sĩ Thông...mấy ông này mặc dù đỗ cao, vẫn kinh nhường ông về tài học...Về tình bè bạn, Học Lạc cũng tỏ ra rất nồng nàn thắm thiết. Như trong bài "Tống Nguyễn Liên Phong", Học Lạc tiễn đưa bạn bằng một bài thất ngôn Đường luật, khi ông này đến từ giã ông để qua Rạch Gầm dạy học chữ Nho, với lời lẽ chân thành gợi cảm...
- GS.Thanh Lãng:

Cũng như trong thơ hài hước của Tú Xương, tác giả đã chua cay phác họa bộ mặt thực của xã hội đương thời. Ngoài việc cảm kích cái cảnh nước mất nhà tan như trong bài "Ăn cao lâu", "Mỹ Tho tức cảnh"... phần nhiều ông đều dành tất cả các mũi tên để bắn vào đám quan lại "bản xứ" mất gốc, kẻ làm tôi làm tề cho giặc mà ông coi chúng như là bọn phường tuồng (Ông làng hát bội), như là "thân trâu mắc mưu đốt đít" (Con trâu), là phận chó (Chó chết trôi)...Hai nhà thi sĩ Tú Xương và Học Lạc gặp nhau ở chỗ đều tố cáo tình trạng nguy ngập của xã hột đương thời, nhưng khác nhau ở chỗ nhà thi sĩ miền Bắc (ý chỉ Tú Xương) dùng hình thức bông đùa, diễu cợt để mà ngăn ngừa sửa chữa, còn nhà thi sĩ miền Nam (ý chỉ Học Lạc) thì dùng cái giọng thống thiết, đau đớn...
- GS. Nguyễn Quảng Tuân:

Bấy giờ thực dân Pháp đã chiếm đóng Nam Kỳ, một số người ra làm tay sai cho Pháp, lập những "hội tề" áp bức bốc lột nhân dân. Học Lạc ghét bọn chúng nên đã làm nhiều bài thơ châm biếm rất sâu hiểm như "Con trâu", "con tôm", "Chó chết trôi", "Ông làng hát bội"...Ông cũng có làm một hai bài thơ tâm tình để bày tỏ nỗi lòng, như bài "Tức cảnh ban chiều", "Tống Nguyễn Liên Phong"...Nhưng cái giọng thơ êm ái ấy không phải là phong cách chủ đạo của ông...